# Dishaster
《Dishaster》是Zimag开发，并于1983年在雅达利2600发行的动作游戏。游戏中玩家控制一名女孩，保持细杆顶部花碟平衡不要落下，游戏有不同数量花碟的难度关卡。游戏获得消极评价；批评主要集中于游戏的重复单调。Bit公司发行了游戏改版《碟舞》（Dancing Plates），该作调整图像并加入了更多难度。

## 玩法
在《Dishaster》中玩家控制一名女孩，保持杆子顶部花碟的平衡，不要落下摔碎。玩家按控制器的按键稳定摇晃的碟子。倘若花碟落下，玩家可以抢在掉地之前将其接住，然后细杆顶部会出现新碟子 。花碟数因所选难度关卡而异，数量从6到10不等。有4个花碟落地即为失败。

## 开发
《Dishaster》由Zimag开发。这款动作游戏灵感源自杆子顶盘子的传统马戏。也有说法称，游戏灵感还来自1982年小丑用杆子顶一组盘子的《盘子狂热者》（Plattermania）。
Zimag在1983年发行游戏。Bit公司发行了另一版游戏《碟舞》。《碟舞》采用东方主题画面，并加入8种不同游戏变化。

## 评价
游戏获得消极评价。作家布雷特·韦斯称《Dishaster》是“正如它硬充滑稽的标题暗示那样糟糕”，是“单调到无可救药的游戏”。不过他认为图形“令人接受”，称“飞盘动作迅速就过去了”。《数字新闻》的Al Backiel在评论中写道：
《Dishaster》很快就变得如此单调，因为你若以系统方式游玩，他就会非常简单：我循序的从左移到右然后重复。是的，非常粗暴的模式。我能几小时不掉盘子的打爆满分。我期待着有趣之事发生，但却只有分数超过999,999后回零。
《数字新闻》的另一编辑Kevin Oleniacz也对《Dishaster》表示不满，将之列入他的“最糟糕雅达利2600”榜单，并评论到“没有音效、细节和任何任何的背景，在一成不变的画面上操作转圈，无疑在说这是一个灾难（DISASTER）”。Oleniacz专门批评了游戏音乐。《电视玩家》杂志的评论称，“《Dishaster》可能会受非常新的玩家喜欢，但对所有久经战场的街机玩家而言都不够高端”。